# Dimataling
Dimataling is een gemeente in de Filipijnse provincie Zamboanga del Sur op het eiland Mindanao. Bij de laatste census in 2007 had de gemeente bijna 27 duizend inwoners.

## Geografie

### Bestuurlijke indeling
Dimataling is onderverdeeld in de volgende 24 barangays:
| - Bacayawan - Baha - Balanagan - Baluno - Binuay - Buburay - Grap - Josefina - Kagawasan - Lalab - Libertad - Magahis | - Mahayag - Mercedes - Poblacion - Saloagan - San Roque - Sugbay Uno - Sumbato - Sumpot - Tinggabulong - Tiniguangan - Tipangi - Upper Ludiong |

## Demografie
Dimataling had bij de census van 2007 een inwoneraantal van 26.902 mensen. Dit zijn 1.059 mensen (4,1%) meer dan bij de vorige census van 2000. De gemiddelde jaarlijkse groei komt daarmee uit op 0,56%, hetgeen lager is dan het landelijk jaarlijks gemiddelde over deze periode (2,04%). Vergeleken met de census van 1995 is het aantal mensen met 3.786 (16,4%) toegenomen.

De bevolkingsdichtheid van Dimataling was ten tijde van de laatste census, met 26.902 inwoners op 141,8 km², 189,7 mensen per km².